# Miriam Phoebe de Vos
Pour les articles homonymes, voir De Vos.
Miriam Phoebe de Vos (1912-2005) est une éminente botaniste et universitaire sud-africaine. Elle est experte concernant les plantes bulbeuses, en particulier romulea. Elle s'est également beaucoup intéressée aux clivia.
Elle est morte en 2005 à Stellenbosch.

## Publications
- 1940. A Cytological Study on South African Genera of the Aizoaceae and the Proteaceae. University of Stellenbosch.
- Miriam Phoebe de Vos, Peter Goldblatt, Gerrit Germishuizen, Emsie Du Plessis. 1999. Ixieae (Part 1): Ixiinae and Tritoniinae (Ixia, Dierama, Tritonia, Crocosmia, Duthiastrum, Chasmanthe, Devia and Sparaxis). Vol. 7, Parties 1-2 de Flora of Southern Africa. Editor Nat. Bot. Institute, 179 pp.
- Miriam Phoebe de Vos, Robert Allen Dyer, l.e.w. Codd, Peter Goldblatt, Hedley Brian Rycroft. 1983. Flora of southern Africa. Vol. 7, Parte 2. Editor Govt. Print. 90 pp.
- Miriam Phoebe de Vos. 1983. Flora of Southern Africa which Deals with the Territories of South Africa, Ciskei, Transkei, Lesotho, Swaziland, Bophuthatswana, South West Africa/Namibia, Botswana and Venda: Iridaceae part 2 Ixioideae fascicle 2 Syringodea, Romulea. Vol. 7, Parte 2 de Flora of Southern Africa. Editor Bot. Res. Institute, 76 pp.  (ISBN 0-621-07939-1)
- Miriam Phoebe de Vos. 1972. The Genus Romulea in South Africa. Nº 9 de J. of South African botany. Editor National Botanic Gardens of South Africa, 307 pp.  (ISBN 0-620-00580-7)
- Miriam Phoebe de Vos. 1947. Cytological Studies in Genera of the Mesembryanthemeae. Vol. 25, Nº 1 de Annale van die Uniwersiteit van Stellenbosch. Editor Nasionale Pers, Beperk, 26 pp.

Son nom a été donné à :
- Iridaceae : Devia xeromorpha (es) Goldblatt & J.C.Manning [3]